# Elena Hila
Elena Hila (20 maggio 1974) è una pesista rumena.

## Palmarès
| Anno | Manifestazione | Sede              | Evento         | Risultato | Prestazione | Note |
| ---- | -------------- | ----------------- | -------------- | --------- | ----------- | ---- |
| 1999 | Mondiali       | Parigi            | Getto del peso | 12ª       | 17,88 m     |      |
| 2001 | Universiadi    | Pechino           | Getto del peso | 12ª       | 16,01 m     |      |
| 2001 | Mondiali       | Edmonton          | Getto del peso | 18ª       | 16,57 m     |      |
| 2002 | Europei indoor | Vienna            | Getto del peso | 6ª        | 17,52 m     |      |
| 2002 | Europei        | Monaco di Baviera | Getto del peso | 11ª       | 17,41 m     |      |
| 2003 | Mondiali       | Parigi            | Getto del peso | 19ª       | 17,30 m     |      |